# Porsche 909
Porsche 909 – samochód wyścigowy firmy Porsche zmontowany w 1968 roku, wyposażony w otwarte nadwozie z przeznaczeniem do wyścigów górskich stąd dodatkowe określenie "Bergspyder". Osiągał prędkość maksymalną ok. 250 km/h. Mimo iż był używany jedynie do jazd testowych oraz wziął udział w dwóch wyścigach górskich (które w dodatku zakończył bez zwycięstw), to doświadczenia zdobyte przy jego konstruowaniu zostały z powodzeniem wykorzystane przy budowie modelu 908 i montażu trzylitrowych, ośmiocylindrowych silników Porsche.